# Fenêtre d'Overton
Pour les articles homonymes, voir Overton.
La fenêtre d'Overton, aussi connue comme la fenêtre de discours, est une métaphore qui désigne l'ensemble des idées, opinions ou pratiques considérées comme plus ou moins acceptables par l'opinion publique d'une société donnée. Ce terme est nommé d'après son concepteur, Joseph P. Overton, un ancien vice-président du Centre Mackinac pour les politiques publiques qui, dans la description de sa fenêtre, affirme que la viabilité politique d'une idée dépend principalement du fait qu'elle se situe dans cette « fenêtre », plutôt que dans celles des préférences individuelles des personnalités politiques,.
Selon la description d'Overton, sa fenêtre comprend une gamme de politiques considérées comme acceptables au regard de l'opinion publique existante, et qu'une personnalité politique peut donc proposer sans être considérée comme trop extrême, pour gagner ou conserver une fonction publique.
Après la mort d'Overton, d'autres ont examiné le concept d'ajustement de cette fenêtre d'idées acceptables, par la promotion délibérée d'idées en dehors de cette fenêtre (ou d'idées situées à la « frange externe ») avec l'intention de rendre acceptables, par comparaison, des idées jusqu'alors considérées comme marginales. La technique de persuasion ou de manipulation « porte-au-nez » est similaire.

## Concept
Overton décrit une carte des idées du « plus libre » au « moins libre » concernant l'action du gouvernement, représentée sur un axe vertical. Comme la fenêtre change de taille ou se déplace, une idée à un endroit donné peut devenir plus ou moins politiquement acceptable. Les degrés d'acceptation des idées publiques sont à peu près comme suit :
En partant d'un extrême :
- impensable ;
- radical ;
- acceptable ;
- raisonnable ;
- populaire ;
- politique publique ;

Fenêtre d'Overton

avant de redécroître dans l'autre sens, à mesure que on s'approche de l'extrême inverse.
La fenêtre d'Overton est une approche permettant d'identifier les idées définissant le domaine d'acceptabilité des politiques gouvernementales possibles dans le cadre d'une démocratie.
Les partisans de politiques en dehors de la fenêtre d'Overton cherchent à persuader, éduquer voire désinformer l'opinion publique afin de déplacer et/ou d'élargir la fenêtre. Les partisans dans la fenêtre, soutenant les politiques actuelles ou similaires, cherchent à convaincre l'opinion publique que les politiques situées en dehors de la fenêtre doivent être considérées comme inacceptables. 
Selon le politologue Clément Viktorovitch, la fenêtre d'Overton est  « l'ensemble des opinions qui sont considérées comme dicibles, acceptables au sein de l'opinion publique. L'ensemble de ce que l'on peut dire en tant qu'acteur du débat public sans être immédiatement frappé d'opprobre, sans être immédiatement renvoyé au ban du débat public. Et donc, toute l'idée de cette fenêtre, c'est qu'elle est dynamique, elle s'élargit, elle se contracte, elle se déplace ».

## Fonctionnement
Le concept n'est pas seulement descriptif, il donne également des outils aux groupes de pression pour déplacer la fenêtre d’Overton, « c’est-à-dire le périmètre de ce qui peut être dit et discuté au sein d’une société ». L'exemple du cannibalisme a été popularisé par le réalisateur russe Nikita Mikhalkov pour illustrer le fonctionnement de la fenêtre d'Overton.

### Étape 1: de l'impensable au radical
Dans la première étape, la pratique du cannibalisme est considérée comme immorale et répréhensible au sein de la société étudiée. Les sociétés occidentales actuelles se trouvent dans ce cas. À ce moment, le cannibalisme se trouve au niveau de tolérance le plus bas de la fenêtre d'Overton : impensable.
Pour faire changer la position de l'opinion publique, on commence par transformer le sujet en question scientifique. Des savants renommés en parlent, de petites conférences et des colloques sont organisés autour du cannibalisme. Puisque la science (exacte ou non) ne doit pas avoir de limites d'investigation, le sujet cesse alors d'être un tabou absolu. Il n'est plus « impensable » et un petit groupe d'« extrémistes » pro-cannibalisme se crée et fait des percées dans les médias. Cette opinion est alors perçue comme simplement radicale,,.

### Étape 2: du radical à l'acceptable
Dans cette étape, c'est l'acceptation qui est recherchée. Avec les conclusions scientifiques, ceux qui s'opposent de manière inflexible à l'ouverture sont traités en intransigeants, fanatiques opposés à la science. Un jargon pseudo-scientifique pourra être créé. Dans le cas du cannibalisme, on préférera parler d'anthropophagie, les connotations négatives associées au mot « cannibalisme » seront alors adoucies,,. Même si l'idée n'est pas encore largement acceptée, elle intègre progressivement le débat public.

### Étape 3: de l'acceptable au raisonnable
Il s'agit ici de transformer le jugement de principe porté sur le cannibalisme. D'une chose en principe inacceptable, on doit passer à une pratique « raisonnable ». La consommation de chair humaine trouve une justification ; par exemple, dans le cas d'une famine, un tel comportement semble devoir se légitimer par le principe hobbesien de conservation. L'homme recherche sa propre conservation et, dans un cas extrême, il doit pouvoir se nourrir de tout. L'application d'un tel raisonnement au cas général se fait d'autant plus facilement que le concept était considéré au départ comme impensable et, donc, n'était en butte à aucun des contre-arguments usuellement produits lors de l'émergence d'un débat intellectuel.
D'un autre côté, les « anthropophages » se targuent d'être pro-choix, défenseurs d'une liberté somme toute fondamentale. Les irréductibles de l'idée sont, quant à eux, perpétuellement critiqués pour leur position devenue « radicale ». Si nécessaire, la communauté scientifique, conjointement aux médias, saura fournir les preuves que l'histoire est truffée d'exemples d'anthropophagie, laquelle ne posait d'ailleurs pas de problème aux sociétés traditionelles,,.

### Étape 4: du raisonnable au populaire
Il s'agit d'intégrer la pratique défendue à la mentalité populaire. Cela passe par les canaux de diffusion culturelle comme les films, les romans, les journaux ou même la musique. Dans le cas de l'anthropophagie, les films de zombies peuvent recouvrir une toute nouvelle signification par exemple. On pourra noter l'utilisation de célébrités ou de figures historiques décrites comme franchement cannibales,,.

### Étape 5: du populaire à la politique publique
Une fois ancrés dans la société civile, les groupes de pression cherchent une représentation politique, au travers de partis par exemple, et demandent une représentation légale. Dans le cas du cannibalisme, il serait ainsi question de légalisation. Ici, la possibilité de création d'un nouveau marché de consommation de chair humaine directe ou par produits dérivés pourrait renforcer la position des courants anthropophages avec le concours de l'industrie agro-alimentaire.
Les étapes présentées ci-dessus forment un exemple de la méthode de déplacement radical de la fenêtre d'Overton d'une position de l'opinion publique à son contraire. Cependant, chacune des étapes, prise individuellement, constitue en soi une ouverture non-négligeable de la fenêtre. De plus, la fenêtre d'Overton peut être utilisée pour favoriser des idées impopulaires en introduisant dans le débat des concepts bien plus radicaux qui font pâlir l'impopularité de ceux que l'on défend en réalité.

## Antécédents historiques
Une idée semblable à la fenêtre d'Overton a été exprimée par Anthony Trollope en 1868 dans son roman Phinéas Finn (en) :

« Beaucoup de ceux qui, auparavant, considéraient la législation sur le sujet comme invraisemblable, la verront désormais simplement comme dangereuse, voire juste difficile. Et ainsi, avec le temps, elle en viendra à être considérée comme une possibilité, puis comme quelque chose de probable, et enfin elle deviendra l'une des quelques mesures dont le pays a absolument besoin. C'est de cette manière que se forge l'opinion publique. »

« Ce n'est pas une perte de temps », dit Phinéas, « d'avoir franchi la première grande étape dans sa réalisation ».
« La première grande étape a été franchie il y a longtemps », déclara M. Monk « par des hommes qui étaient considérés comme des démagogues révolutionnaires, presque comme des traîtres, parce qu'ils l'ont fait. Mais c'est une bonne chose de franchir toute étape nous permettant d'aller de l'avant. »

Dans son discours West India Emancipation à Canandaigua, New York, en 1857, le chef abolitionniste Frederick Douglass a décrit comment l'opinion publique limite la capacité des personnes au pouvoir d'agir en toute impunité :

« Trouvez simplement ce qu'un peuple est prêt à subir en silence, cela vous donnera la mesure exacte de l'injustice et du mal qui lui seront imposés, et cela continuera jusqu'à ce que se manifeste une résistance par les mots ou la violence, ou les deux. Les limites des tyrans sont fixées par l'endurance de ceux qu'ils oppriment. »

L'idée est très similaire à une théorie antérieure qui allait être connue sous le nom de « sphères de Hallin ». Dans son livre de 1986 The Uncensored War, le chercheur en communication Daniel C. Hallin pose trois domaines de couverture médiatique dans lesquels un sujet peut tomber. Les domaines sont schématisés par des cercles concentriques appelés sphères. Du centre jusqu'au cercle extérieur, il y a la Sphère du consensus, la Sphère de la controverse légitime et la Sphère de déviance. Les propositions et avis peuvent être placés plus ou moins loin du centre métaphorique, et les acteurs politiques peuvent lutter afin de faire bouger ces positions.
La théorie de Hallin est développée et appliquée principalement comme une théorie explicative des différents niveaux d'objectivité dans la couverture médiatique, mais elle tient également compte du tiraillement permanent entre les médias et les acteurs politiques à propos de ce qui est considéré comme un désaccord légitime, ce qui, potentiellement, modifierait les frontières entre les sphères.
Comme l'une des études appliquant la théorie de Hallin l'explique : « les frontières entre les trois sphères sont dynamiques, en fonction du climat politique et de la ligne éditoriale des différents médias ». Vue ainsi, l'idée inclut également le bras de fer concernant les frontières entre le discours politique normal et le discours déviant.

## Dans la culture populaire
Le roman de Christopher Buckley Départs anticipés (Boomsday) applique la fenêtre d'Overton au sujet de la réforme de la Sécurité sociale aux États-Unis. La technique utilisée était d'inciter à une « transition volontaire », c'est-à-dire un suicide à un certain âge en échange d'avantages, afin de réduire le coût de la Sécurité sociale. En fin de compte, l'objectif déclaré était plus modeste et consistait à réduire le fardeau prétendument imposé aux plus jeunes pour assumer les coûts de la Sécurité sociale.
En 2010, un talk-show conservateur et le chroniqueur Glenn Beck ont publié un roman intitulé La Fenêtre d'Overton.
La fenêtre d'Overton est l'un des sujets centraux de la série La Fièvre, sortie en 2024 sur Canal+.